# 44-й отдельный гвардейский зенитный артиллерийский дивизион
44-й отдельный гвардейский зенитный артиллерийский дивизион — воинское подразделение вооружённых сил СССР в Великой Отечественной войне.

## История
Дивизион сформирован путём преобразования  540-й отдельного зенитного артиллерийского дивизиона 20.01.1945  года.
В составе действующей армии с 21.02.1945 по 11.05.1945 года.
Входил в состав 37-го гвардейского стрелкового корпуса
- О боевом пути дивизиона смотри статью 37-й гвардейский стрелковый корпус

## Полное наименование
- 44-й отдельный гвардейский зенитный артиллерийский дивизион